# Ana de Mendoza y Alarcón

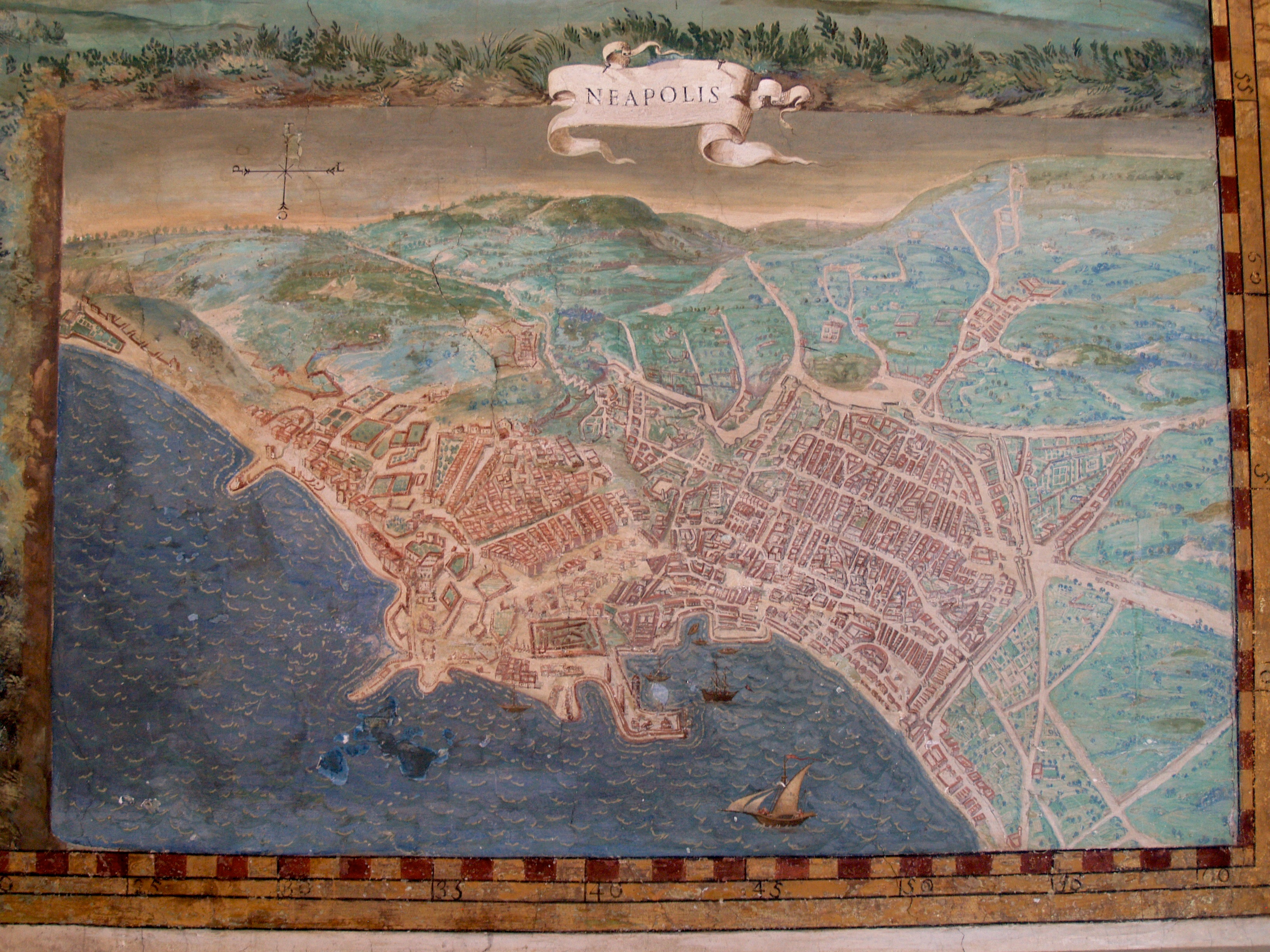
Nápoles, ciudad donde Ana vivió representada en el último cuarto del, en un fresco de la Galería de los Mapas del Palacio Apostólico.

Ana de Mendoza fue una noble napolitana de origen español que tras quedar viuda patrocinó a la compañía de Jesús para la construcción del Noviciado de la Anunciación de Nápoles.

## Orígenes familiares
Por parte de su madre, su abuelo materno era Fernando de Alarcón, militar español nombrado marqués de Valle Siciliana, que tuvo un papel relevante en la batalla de Seminara al igual que participó en la Batalla de Pavía junto a Carlos V. 
Fue hija de Pedro González de Mendoza y de Isabel Ruiz de Alarcón. Su padre fue militar al servicio de Carlos V y en 1540 fue nombrado castellano de la importante fortaleza de Castel Nuovo en Nápoles. Ana tuvo varios hermanos:
- Ferdinando.
- Giovanni, que sucedió a su padre como castellano del Castel Nuovo de Nápoles y después murió como novicio jesuita.[1]
- Álvaro, sucedió a su hermano como castellano de Castel Nuovo cuando este entró en la Compañía de Jesús.
- Rodrigo, casado con Dianora Sanseverino.
- Francesco, casado con Vittoria Brancaccio.

## Matrimonios y descendencia
Contrajo un primer matrimonio con Lelio Carafa, marqués de Arienzo. Tras la pronta muerte de este último, contrajo un segundo matrimonio con Carlo Caracciolo, conde de Sant’Angelo dei Lombardi. De este matrimonio tendría tres hijas:
- Justiniana, muerta al poco de nacer.
- Caterina (1573-1592), casada con Ettore Pignatelli, duque de Monteleone y grande de España.
- Isabella, casada con Matteo Acquaviva, príncipe de Caserta.

## Patronazgo de la Compañía de Jesús
Tras quedar viuda por segunda vez en 1583, trasladó su residencia de Nápoles a Ceriñola, cabeza de sus señoríos, estrechando desde entonces su relación con la Compañía de Jesús, especialmente tras la entrada de su hermano Giovanni como novicio de esta, fundando así en Ceriñola un colegio de la Compañía de Jesús.
Hacia finales de la década de 1580 volvió a residir en Nápoles, cerca de su familia de origen, conociendo el otoño de 1587 al general de los jesuitas, el padre Claudio Acquaviva, a quién le ofreció los medios para la fundación del nuevo noviciado de la Compañía en Nápoles, que desde 1585 había estado instalado en una parte del Colegio de Nola. Al año siguiente se fundó el noviciado de la Anunciación, también conocido como el noviciado de la Nunziatella, en las casas que Ana había donado en la colina de Pizzofalcone, enclavada en Nápoles.
Murió después de 1593.